# Од Вермузен
Од Вермузен (нар. 25 липня 1989) — колишня бельгійська тенісистка.
Найвищу одиночну позицію світового рейтингу — 776 місце досягла 24 березня 2008, парну — 698 місце — 24 березня 2008 року.
Завершила кар'єру 2008 року.

## Фінали ITF

### Парний розряд (0–2)
| Результат | Ранг | Дата            | Турнір                  | Покриття | Партнерка       | Суперниці                              | Рахунок  |
| --------- | ---- | --------------- | ----------------------- | -------- | --------------- | -------------------------------------- | -------- |
| Поразка   | 1.   | 11 лютого 2008  | Ареццо, Італія          | Ґрунт    | Тетяна Ареф'єва | Джулія Гатто-Монтіконе Федеріка Кверча | 5–7, 1–6 |
| Поразка   | 2.   | 15 березня 2008 | Рамат-га-Шарон, Ізраїль | Тверде   | Кейті Ракерт    | Ніколе Клеріко Лєна Литвак             | 3–6, 1–6 |